# (12089) Maichin
(12089) Maichin (1998 HO35) – planetoida z pasa głównego asteroid okrążająca Słońce w ciągu 3,61 lat w średniej odległości 2,35 j.a. Odkryta 20 kwietnia 1998 roku.